# Старіння металів
Старі́ння мета́лів (англ. precipitation hardening, age hardening) — зміна властивостей металу, що протікає в часі без помітної зміни мікроструктури. Різновид старіння матеріалів, фізичне явище, що відбувається у структурі металевого матеріалу при якому відбувається його зміцнення під час вилежування або витримання при певній температурі і може розглядатись як заключна операція термічної обробки. Крім зростання міцності, сплави, що зазнають старіння можуть набувати і інших цінних властивостей, наприклад високої коерцитивної сили.

## Старіння металевих матеріалів як явище
Старіння металів — зміна механічних, фізичних та хімічних властивостей металів і сплавів, що обумовлена термодинамічною неврівноваженістю початкового стану і поступовим наближенням структури до рівноважного стану в умовах достатньої дифузної рухливості атомів при кімнатній температурі (природне старіння) або при нагріванні (штучне старіння), а також при витримці та експлуатації при різних температурах після холодної пластичної деформації (деформаційне старіння).
При швидкому охолодженні від високих температур (при гартуванні або після кристалізації та гарячої пластичної деформації) метали і сплави повністю або частково зберігають атомну структуру, характерну для високотемпературного стану. В чистих металах нерівномірність цієї структури полягає у надлишковій (для низьких температур) концентрації вакансій та наявності інших дефектів кристалічної структури. У сплавах неврівноваженість структури може бути пов'язана із збереженням фаз, що є нестійкими при низьких температурах. Найактуальнішим є старіння сплавів, обумовлене процесами розпаду перенасиченого твердого розчину. Стан перенасичення твердого розчину виникає після охолодження сплавів від високих температур, так як із зниженням температури розчинність домішок зменшується.

## Старіння металів як операція термічної обробки
Старіння металів — заключна операція термічної обробки окремого класу металевих конструкційних матеріалів — сплавів здатних до старіння (дисперсного тверднення); приводить до зростання твердості і міцності при одночасному зниженні пластичності та ударної в'язкості.
Відомо багато сплавів, здатних до старіння на основі Al, Mg, Cu, Ni, низковуглецевих сталях та ін. Взагалі старінню може підлягати довільний сплав, у якому є перенасичений твердий розчин. Такий розчин прагне до самовільного розпаду з виділенням з нього надлишку розчиненого компонента.
Режим старіння обирають, керуючись критерієм досягнення максимальної міцності (жароміцності) або оптимального поєднання міцності, пластичності та корозійної стійкості. Якщо при старінні на максимальну міцність (повне старіння) пластичність виявляється недопустимо низькою, то проводять неповне старіння, при якому втрата можливого приросту міцності компенсується деякою пластичністю.
Використовують наступні види старіння металів:
- двоступінчасте старіння (англ. two-stage aging) — старіння проводять спочатку при одній, а потім при іншій, зазвичай вищій температурі, для досягнення вищої щільності і однорідності розподілу виділень надлишкового компонента у матриці;
- деформаційне старіння (англ. strain aging) — старіння, що відбувається після або під час пластичного деформування у результаті взаємодії атомів домішок з дефектами кристалічної ґратки, що утворюються при пластичному деформуванні;
- природне (низькотемпературне) старіння (англ. natural aging) — старіння при вилежуванні за кімнатної температури. Спостерігається лише у сплавах з невисокою температурою плавлення, наприклад, в алюмінієвих сплавах, у яких при кімнатній температурі дифузійна рухливість атомів достатньо висока;
- штучне (високотемпературне) старіння або дисперсійне зміцнення[1] (англ. artificial aging) — старіння при температурах, вищих за кімнатну; є основним видом зміцнювальної термічної обробки сплавів на основі кольорових металів;
- магнітне старіння (англ. magnetic aging) — зміна магнітних властивостей феромагнетика у часі. Магнітне старіння може спричинятись зміною доменної структури феромагнетика (оборотне магнітне старіння) або його кристалічної структури (необоротне магнітне старіння) під впливом магнітних полів, температурних чи механічних коливань тощо;
- стабілізувальне старіння (англ. stabilizing aging) — старіння при підвищених температурах з великими витримками; забезпечує стабілізацію властивостей та розмірів виробу;
- старіння під напруженням (англ. stress aging) — старіння у процесі якого напруження від зовнішнього навантаження впливає на форму, орієнтацію і взаємне розташування виділень надлишкового компонента. Використовують для підвищення границь пропорційності та пружності і релаксаційної стійкості (наприклад, при виготовленні пружних елементів з берилієвої бронзи).